# کلیتون (کالیفرنیا)
کلیتون (به انگلیسی: Clayton) شهری در شهرستان کنترا کوستا ایالت کالیفرنیا است که در سرشماری سال ۲۰۱۰ میلادی، ۱۰۸۹۷ نفر جمعیت داشته است.